# Cerceda
Cerceda – gmina w Hiszpanii, w prowincji A Coruña, w Galicji, o powierzchni 111,27 km². W 2011 roku gmina liczyła 5318 mieszkańców.